# San Felices de los Gallegos
San Felices de los Gallegos ist eine nordwestspanische Gemeinde (municipio) in der Provinz Salamanca in der Autonomen Gemeinschaft Kastilien-León.

## Lage
San Felices de los Gallegos liegt im Westen der Provinz Salamanca nahe der Grenze zu Portugal in einer Höhe von ca. 670 Metern ü. d. M. im Süden der felsigen Landschaft des Naturparks Arribes del Duero. Die Provinzhauptstadt Salamanca ist etwa 106 Kilometer (Fahrtstrecke) in östlicher Richtung entfernt; die historisch und architektonisch bedeutsame Stadt Ciudad Rodrigo befindet sich 37 Kilometer südöstlich. 

## Bevölkerungsentwicklung
| Jahr      | 1950 | 1960 | 1970 | 1981 | 1991 | 2000 | 2018 |
| Einwohner | 1598 | 1501 | 1109 | 761  | 671  | 645  | 413  |

In der ersten Hälfte des 20. Jahrhunderts hatte der Ort zwischen 1500 und 1750 Einwohner. Infolge des Verlusts von Arbeitsplätzen durch die Mechanisierung der Landwirtschaft ist die Bevölkerungszahl seitdem auf den derzeitigen Tiefststand zurückgegangen.

## Wirtschaft
Die Landwirtschaft (Feldwirtschaft, Weinbau und Viehzucht) spielt traditionell die größte Rolle im Wirtschaftsleben der Gemeinde. Einnahmen aus dem Tourismus in Form der Vermietung von Ferienwohnungen (casas rurales) sind in den letzten Jahrzehnten hinzugekommen.

## Geschichte
Vor der Ankunft der Römer im 2. Jahrhundert v. Chr. siedelten hier Stammesgruppen des keltischen Stammes der Vettonen; in der Zeit der römischen Herrschaft gehörte das Gebiet zur Provinz Lusitania. Nach der weitgehend unblutigen Rückeroberung (reconquista) aus den Händen der Mauren und der Neubesiedlung (repoblación) der nahezu menschenleeren Bergregion im 11. und 12. Jahrhundert war die Gegend jahrhundertelang zwischen dem Königreich Portugal und dem Königreich León (später dann dem Königreich Kastilien) umstritten. Die kastilischen Könige übergaben das Gebiet jedoch um 1340 in die Obhut einzelner Grundherrn (señores), die fortan die Grenzsicherung übernahmen, bis im 15. Jahrhundert die Katholischen Könige Ferdinand und Isabella es den Herzögen von Alba übertrugen.

## Sehenswürdigkeiten

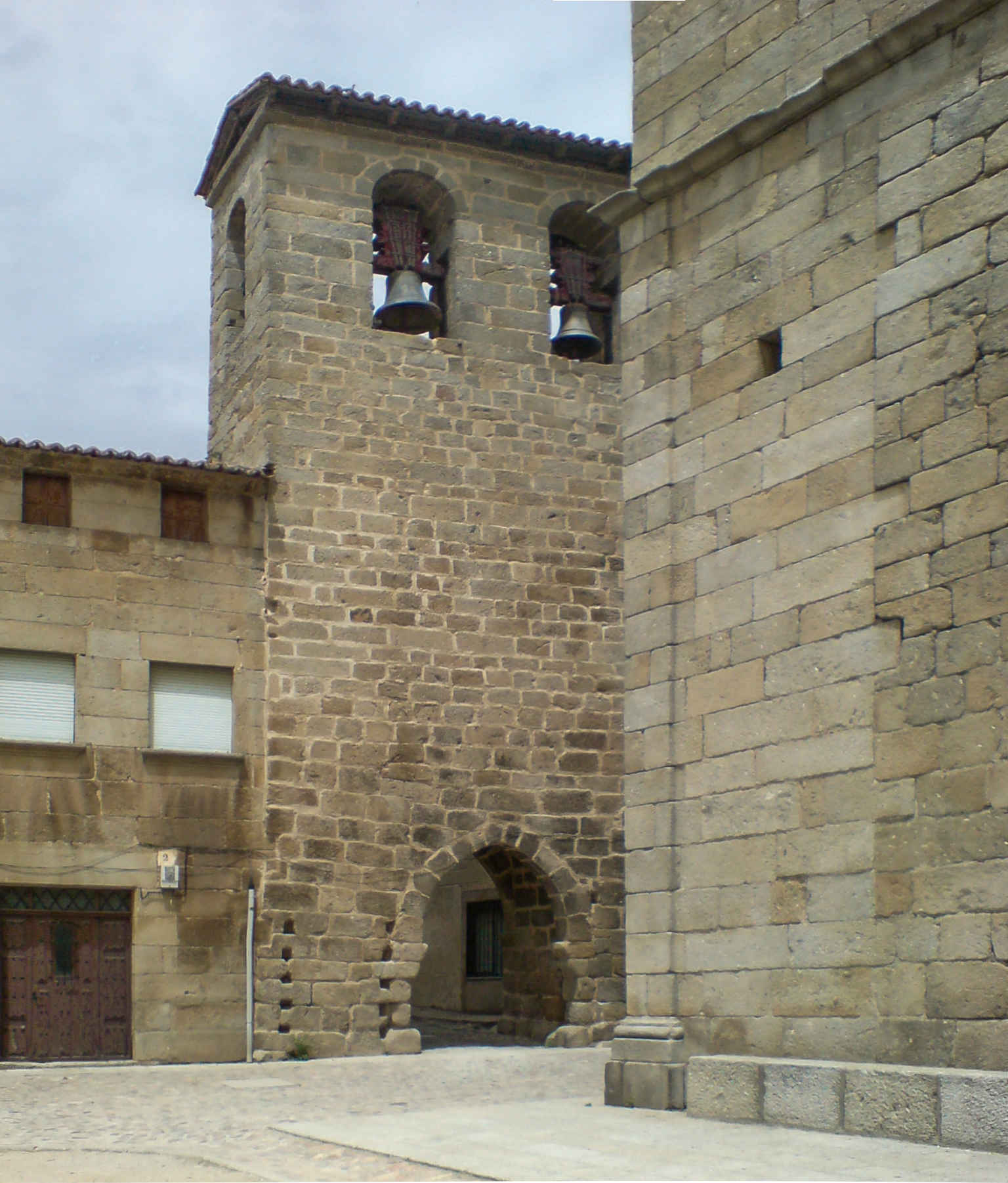
Torturm

- Der am Ortsrand stehende Bergfried (torre de homenaje) erinnert – wie der im Nachbarort Sobradillo – an die Zeit der Grenzkonflikte mit Portugal. Er stammt aus dem 14./15. Jahrhundert; von der einst dazugehörigen Burg (castillo) sind nur noch die Grundmauern erkennbar. Der ehemalige Eingang zum Turm befindet sich in ca. drei Metern Höhe und war nur mit Hilfe von Leitern zu erreichen; die heutige Treppe ist eine spätere Zutat. Das mittelalterliche Gebäude mit seinem Zinnenkranz sowie vier halbrunden und nicht überdachten Scharwachtürmen dient heute als eine Art Kulturzentrum.
- Die Pfarrkirche (Iglesia de Nuestra Señora de la Asunción) ist ein Bauwerk des 13. Jahrhunderts, von dem jedoch nur wenige Originalteile erhalten sind. Das spätromanische Archivoltenportal auf der Südseite wird von einem spätgotischen Alfiz mit geschwungenem Kielbogen gerahmt. Der Glockenturm auf der Westseite wurde im 16. Jahrhundert hinzugefügt; der Chorflankenturm an der Südostseite scheint noch später entstanden zu sein. Bei einem Feuer im Jahr 1887 wurde die komplette Ausstattung der dreischiffigen Kirche zerstört und anschließend teilweise durch Objekte aus anderen Kirchen ersetzt.
- Gegenüber der Kirche steht ein quergelagerter Torturm mit einem Glockengeschoss, dessen Portal in die Hauptgasse des Ortes führt.
- Die Kirche des Augustinerinnen-Klosters kann auf Anfrage besichtigt werden.
- Das Obergeschoss des Rathauses (ayuntamiento) ruht an der Fassadenseite auf sechs Rundpfeilern.
- Das Museo del Cantero informiert anhand von Exponaten und Bildtafeln über die Entstehung und Bearbeitung des in der Umgebung anstehenden Granitgesteins.
- Das im Jahr 2002 eingeweihte Museo del Aceite befindet sich in einer alten Ölmühle und widmet sich den verschiedenen Arbeitsschritten bei der Herstellung von Olivenöl.
- Eine bereits stark zerstörte Steinskulptur eines iberischen Stiers oder Ebers (Burro de San Antón) wurde in der Nähe des heutigen Friedhofs gefunden.
- Mehrere Einsiedlerkirchen (Ermita del Rosario, Ermita del Divino Cordero, Ermita de Jesús el Nazareno, Ermita de los Remedios) stehen in der Umgebung des Ortes. Vor der Ermita del Divino Cordero mit ihrem Atrium und einem schönen Glockengiebel befindet sich ein kleiner Platz mit einem Steinkreuz.